# Honoré de Quiqueran de Beaujeu (1572-1642)
Pour les articles homonymes, voir Honoré de Quiqueran de Beaujeu et Beaujeu.
Honoré de Quiqueran de Beaujeu, membre d'une famille de la noblesse arlésienne et provençale, né le 14 juin 1572 à Arles où il est mort le 24 avril 1642, il consacre toute sa vie à l'ordre de Saint-Jean de Jérusalem où il a rempli les principales fonctions de l'Ordre. Il y est reçu de minorité dès 1583, chevalier en 1604, commandeur en 1613, pilier  comme grand précepteur en 1633, enfin prieur de Saint-Gilles en 1637.

## Biographie

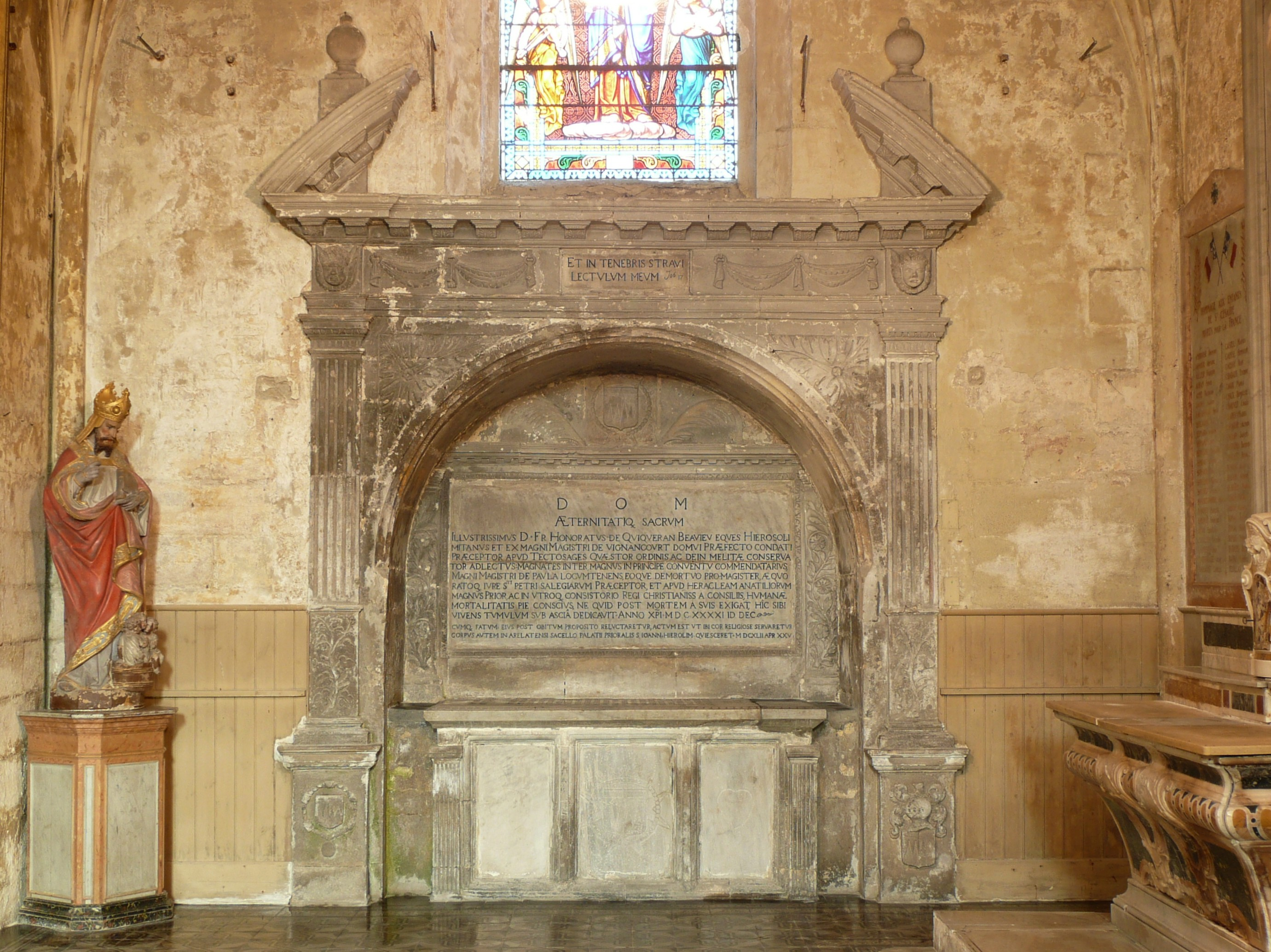
Mausolée d'Honoré Quiqueran de Beaujeu à Saint-Césaire

Honoré de Quiquéran est le fils de Robert de Quiquéran et d'Alix de Meyren né le 14 juin 1572, il est reçu de minorité dans l'ordre de Saint-Jean de Jérusalem le 15 janvier 1583,. Le 28 janvier 1604, à Malte, où il dut faire ses caravanes réglementaires, il devient chevalier de Malte, à l'âge de 22 ans, faisant profession en prononçant les quatre vœux de l'Ordre.
Il reçoit, le 22 avril 1613, la charge de la commanderie de Condat en Périgord qu'il conserve jusqu'en 1644, puis en 1614, celle de Durbans dans le Lot qu'il a jusqu'en 1626 et en 1634 il reçoit la commanderie Saint Pierre de Saliers.
En juillet 1625, il est lieutenant de Jean-Jacques de Mauléon, qui venant d'être nommé nouveau prieur de Toulouse, et prend possession du prieuré en son nom. En 1627, il est auprès du prieur de Toulouse responsable des responsions (redevances dues par le prieuré au couvent de Malte). En 1632, après le décès de Jean-Jacques de Mauléon et la nomination de Claude d'Urre Venterol comme prieur, il retourne à Malte où il est élu, le 14 mars 1633, pilier de la langue de Provence, faisant de lui le grand précepteur un des huit bailli conventuel,.

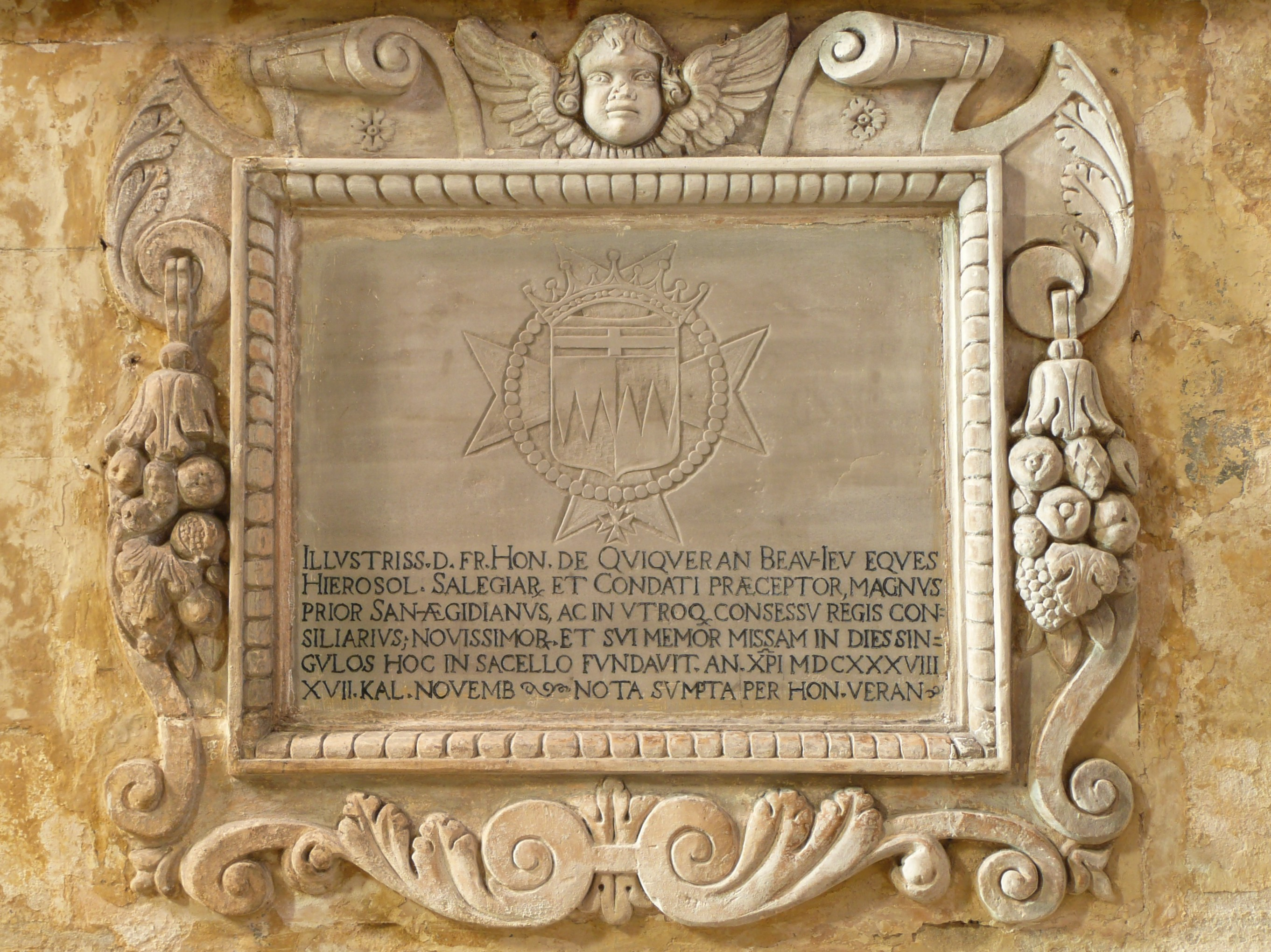
Chapelle du Sacré-Cœur, fondation d'une messe basse perpétuelle

Cinq ans plus tard, alors qu'il est toujours à Malte, Honoré de Quiqueran est nommé, le 11 août 1637, prieur au grand prieuré d'Arles,, c'est son lieutenant Paul-Antoine de Robin-Graveson qui prend possession du grand prieuré d'Arles en son nom.
Son voyage de retour en France, le 5 décembre 1637, est particulièrement houleux. Pris par la tempête il est obligé de débarquer en Sicile, il est à Messine les premiers mois de 1638 avant de prendre un bateau pour Marseille où il n'arrive que le 25 avril 1638. Il est reçu à Saint-Martin-de-Crau, le 28 avril, par son frère François de Quiqueran, consul de la ville.
Bon gestionnaire, il fait agrandir le prieuré d'Arles qui était avant 1562 la commanderie saint-Thomas d'Arles et qui datait de 1358. Il fait réparer l'église prieurale de Saint-Gilles
À son décès, le 24 avril 1642, son corps fut inhumé, dans la tombe commune de la chapelle Saint Jean du grand prieuré de l'Ordre, aujourd'hui siège du musée Réattu.
Dans un acte notarié signé du sieur Véran du 16 octobre 1638, pour la fondation d'une messe basse quotidienne perpétuelle avec deux anniversaires annuels dans l'église conventuelle des Grands Augustins d'Arles, dont un extrait en latin est gravé sur une plaque en pierre ouvragée encore visible de nos jours dans la chapelle du Sacré-Cœur de l'église St Césaire d'Arles, Honoré est dit : « conseiller du Roy en ses conseils d'Estat et privé ».